# Tranby (Lier)
Tranby este o localitate din comuna Lier, provincia Buskerud, Norvegia, cu o suprafață de 2,01 km² și o populație de 5.512 locuitori (2013).